# South Ribble
South Ribble è un distretto con status di borough del Lancashire, Inghilterra, Regno Unito, con sede a Leyland.
Il distretto fu creato con il Local Government Act 1972, il 1º aprile 1974 dalla fusione dei distretti urbani di Leyland e Walton-le-Dale con parte del distretto rurale di Preston. Prende il nome dal fiume Ribble.

## Parrocchie civili
Le parrocchie, che non coprono l'area del capoluogo e Walton-le-Dale, sono:
- Cuerdale
- Farington
- Hutton
- Little Hoole
- Longton
- Much Hoole
- Penwortham (città)
- Samlesbury